# Edoeard Vinokoerov
Edoeard Teodorovitsj Vinokoerov (Russisch: Эдуард Теодорович Винокуров) (Bajzjansaj, 30 oktober 1942 - Sint-Petersburg, 10 februari 2010) was een Kazachs sabelschermer. Tussen 1967 en 1975 won hij zes wereldtitels.
Vinokoerov werd geboren in het dorpje Bajzjansaj in Zuid-Kazachstan. Hij begon in 1956 met schermen en trainde op de militaire academie in Leningrad. Vanaf 1966 was hij lid van het sabelteam van de Sovjet-Unie en won met zijn ploeg de gouden medaille op de wereldkampioenschappen van 1967, 1969, 1970, 1971, 1974 en 1975.
Vinokoerov nam voor de Sovjet-Unie deel aan drie Olympiaden en won drie medailles. Op de Spelen van 1968 in Mexico-Stad won hij met zijn ploeg een gouden medaille. In 1972 won de Sovjetploeg een zilveren medaille en in 1976 behaalde de ploeg opnieuw goud.
Na zijn actieve loopbaan ging hij werken als schermcoach.
Vinokoerov, die van Joodse afkomst was, werd in 2007 opgenomen in de International Jewish Sports Hall of Fame.

## Belangrijkste prestaties
- Olympisch kampioen sabel heren (team): 1968, 1976
- Wereldkampioen sabel heren (team): 1967, 1969, 1970, 1971, 1974, 1975
- Europacup team: 1967 t/m 1971
- Sovjet-Russisch kampioen: 1966
- Sovjet Cup: 1965, 1967, 1972

| Logo van de Olympische Spelen | Goud | Zilver | Brons | Logo van de Olympische Spelen |
|                               | 2    | 1      | 0     |                               |

1908: Földes, Fuchs, Gerde, Tóth, Werkner ·
1912: Berti, Földes, Fuchs, Gerde, Mészáros, Schenker, Tóth, Werkner ·
1920: Baldi, Gargano, A. Nadi, N. Nadi, Puliti, Santelli, Urbani ·
1924: Anselmi, Balzarini, Bertinetti, Bini, Cuccia, Moricca, Puliti, Sarrocchi ·
1928: Garay, Glykais, Gombos, Petschauer, Rády, Tersztyánszky ·
1932: Gerevich, Glykais, Kabos, Nagy, Petschauer, Piller ·
1936: Berczelly, Gerevich, Kabos, Kovács, Rajcsányi, Rajczy ·
1948: Berczelly, Gerevich, Kárpáti, Kovács, Rajcsányi, Papp ·
1952: Berczelly, Gerevich, Kárpáti, Kovács, Rajcsányi, Papp ·
1956: Gerevich, Hámori, Kárpáti, Keresztes, Kovács, Magay ·
1960: Delneky, Gerevich, Horváth, Kárpáti, Kovács, Mendelényi ·
1964: Asatiani, Mavlichanov, Melnikov, Rakita, Rylski ·
1968: Oemjar Mavlichanov, Naslimov, Rakita, Sidjak, Vinokoerov ·
1972: Maffei, M.A. Montano, M.T. Montano, Rigoli, Salvadori ·
1976: Boertsev, Krovopoeskov, Naslimov, Sidjak, Vinokoerov ·
1980: Aljochin, Boertsev, Krovopoeskov, Naslimov, Sidjak ·
1984: Arcidiacono, Dalla Barba, Marin, Meglio, Scalzo ·
1988: Bujdosó, Csongrádi, Gedővári, Nébald, Szabó ·
1992: Goettsajt, Kirijenko, Pogossov, Pozdnjakov, Sjirsjov ·
1996: Kirijenko, Pozdnjakov, Tsjarikov ·
2000: Frossin, Pozdnjakov, Tsjarikov ·
2004: Pillet, D. Touya, G. Touya ·
2008: Pillet, Sanson, Lopez ·
2012: Gu, Kim, Oh, Won ·
2020: Oh, Kim Jun, Kim Jung, Gu  ·
2024: Oh, Gu, Park, Do